# Ernst Cloer
Ernst Ludwig Cloer (* 6. Juni 1939 in Neheim; † 21. März 2021 in Berlin) war ein deutscher Erziehungswissenschaftler. Er war Professor an der Universität Hildesheim.

## Werdegang
Ernst Ludwig Cloer wurde 1939 als Sohn von Gertrud Cloer, geborene Hickfang, und des Schreinermeisters Ernst Cloer, geboren. Nach seinem Studium für das Lehramt an Volksschulen in Dortmund arbeitete er von 1961 bis 1966 als Lehrer der Oberstufe an einer zweiklassigen Landschule. Im Jahr 1964 heiratete er Hannelore Welling. Aus der Ehe gingen die Kinder Thomas und Eva hervor. Ernst Cloer studierte zur Lehrerfortbildung von 1966 bis 1969 Pädagogik, Theologie und Philosophie an der Pädagogischen Hochschule Dortmund und der Ruhr-Universität Bochum, wo er 1972 bei Oskar Anweiler und Klaus Schaller in Pädagogik zum Doktor der Philosophie promoviert wurde. Nach seiner Zeit als wissenschaftlicher Assistent an der aus der PH Dortmund hervorgegangenen PH Ruhr, Abteilung Dortmund, von 1969 bis 1974, war er von 1974 bis 1977 Professor für Allgemeine Pädagogik an der Justus-Liebig-Universität Gießen. 1977 wurde er ordentlicher Professor für Allgemeine Pädagogik an der Hochschule, später Universität Hildesheim. Er lebte in Diekholzen. Von 1989 bis 1991 war Cloer Rektor in Hildesheim und von 2001 bis 2003 Vorsitzender und Leiter des Centrums für Bildungs- und Unterrichtsforschung.

## Forschungsinteressen
Schwerpunkte seiner Forschungstätigkeiten lagen neben der Allgemeinen Pädagogik und Bildungstheorie in der Jugendbuchforschung, erziehungswissenschaftlichen Biografieforschung und Wissenschaftsgeschichte der Pädagogik in der DDR.

## Veröffentlichungen (Auswahl)
- Sozialgeschichte, Schulpolitik und Lehrerfortbildung des katholischen Lehrerverbandes im Kaiserreich und in der Weimarer Republik. 1975.
- als Hrsg.: Familienerziehung. 1979.
- Disziplinieren und Erziehen. Das Disziplinproblem in pädagogisch-anthropologischer Sicht. Klinkhardt,  Bad Heilbrunn 1982.
- als Hrsg.: Disziplinkonflikte in Schule und Erziehung. 1982.
- als Hrsg.: Das Dritte Reich im Jugendbuch. Fünfzig Jugendbuchanalysen und ein theoretischer Bezugsrahmen. 1983.
- Allgemeinbildung und Allgemeine Pädagogik in der BRD und DDR. 2., ergänzte Auflage. Hildesheim 1988, Heft 1: Studien und Materialien zur vergleichenden Deutschlandforschung: Bildung und Kultur in den beiden deutschen Staaten.
- als Hrsg. mit Rolf Wernstedt: Pädagogik in der DDR. Eröffnung einer notwendigen Bilanzierung. Deutscher Studien Verlag, Weinheim 1994.
- Theoretische Pädagogik in der DDR. Eine Bilanzierung von außen. Deutscher Studien Verlag, Weinheim 1998.